# Болгарская овчарка
Болга́рская пасту́шья соба́ка (болгарская овча́рка) (болг. българско овчарско куче) — порода собак. Выведена в начале XXI века для содержания в городских и сельских условиях. В отличие от внешне схожей каракачанской собаки — типичной пастушьей сторожевой собаки, постоянно живущей в стаде, — болгарская овчарка используется как компаньон, выставочная собака, иногда для охраны жилища и небольших групп домашнего скота на подворье.